# Школа изящных искусств (Варшава)
Школа изящных искусств (пол. Szkoła Sztuk Pięknych) — художественная школа, существовавшая в Варшаве с 1844 по 1932 гг.

## История
С 1816—1831 год при Варшавском университете действовало отделение изящных искусств. В 30-х годах XIX столетия увеличилась численность желавших обучаться изобразительному искусству и городские власти решили открыть в Варшаве отдельное художественное образовательное учреждение. Школа изящных искусств была открыта в 1844 году.
Первоначально в школе действовали три отделения: архитектуры, скульптуры и живописи. После реформы Николая I в 1851 году программа обучения была ограничена только профессиональными предметами.
Студенты Школы изящных искусств принимали активное участие в патриотических манифестациях 1860—1861 гг. и в Январском восстании, что привело к закрытию школы в 1864 году.
Во время закрытия Школы изящных искусств с 1865 года в Варшаве действовал Художественный класс под управлением Циприана Лахницкого, который закончили Януарий Суходольский, Йозеф Зимлер, Александр Лессер, Войцех Герсон и Александр Каминский.
В 1904 году Школа изящных искусств была восстановлена и действовала до 1932 года, когда была преобразована в Академию изящных искусств.